# Johnny Suede
Johnny Suede – pierwszy film reżysera Toma DiCillo z 1991 roku. Obraz wyróżniono Złotym Lampartem na MFF w Locarno. Jest to zarazem jeden z pierwszych filmów, w którym Brad Pitt zagrał rolę pierwszoplanową, tytułowego Johnny’ego Suede.

## Fabuła
Film opowiada historię młodego mężczyzny, który jest marzycielem i wrażliwcem, w swoich inspiracjach nawiązującym do wcześniejszych dekad, przez co uważa, że obecna moda i muzyka nie są wystarczająco romantyczne, aby były coś warte. Próbuje swoich sił w muzyce oraz stara się znaleźć kobietę, która go zrozumie. W trakcie swojej krótkiej historii spotyka między innymi postać znanego muzyka, granego przez Nicka Cave’a. W filmie na krótko pojawia się również Samuel L. Jackson, jako członek zespołu Johnny’ego Suede.
Obraz posiada w sobie wiele symboli i odniesień, wśród których znaczącą rolę odgrywają zamszowe buty, przedmiot największej fascynacji tytułowego bohatera.